# Vranovice-Kelčice
Vranovice-Kelčice – gmina w Czechach, w powiecie Prościejów, w kraju ołomunieckim. Według danych z dnia 1 stycznia 2012 liczyła 629 mieszkańców.
Składa się z dwóch części:
- Kelčice
- Vranovice